# Rossville (Illinois)
Rossville – wieś w Stanach Zjednoczonych, w stanie Illinois, w hrabstwie Vermilion.